# Phase 10
Phase 10 é um jogo de cartas criado em 1982 por Kenneth Johnson e actualmente produzidos pela Fundex Games. Phase 10 é baseado em uma variante do Rummy conhecido como Liverpool Rummy. Ela exige uma plataforma especial ou dois baralhos de cartas regulares, mas pode ser jogado por duas a seis pessoas. 
O objetivo do jogo é ser o primeiro jogador a completar todas as dez fases. No caso de dois jogadores concluírem a última fase na mesma mão, o jogador com a pontuação mais baixa para fora dos jogadores vinculados é o vencedor. Se esses resultados também acontecerem de serem vinculados, uma rodada de desempate é jogada onde todos as tentativas para concluir a fase que a última mão.
Para cada mão, objetivo de cada jogador é completar e estabelecer a fase atual, e depois livrar suas mãos dos restantes cartões, descartando-os em fases previstas para baixo, chamado de "bater".  O jogador que faz isso primeiro ganha a mão e nenhuma penalidade; todos os outros jogadores ganham pontos de penalidade de acordo com o valor das cartas restantes em sua mão.